# Paula Hawkins (Schriftstellerin)

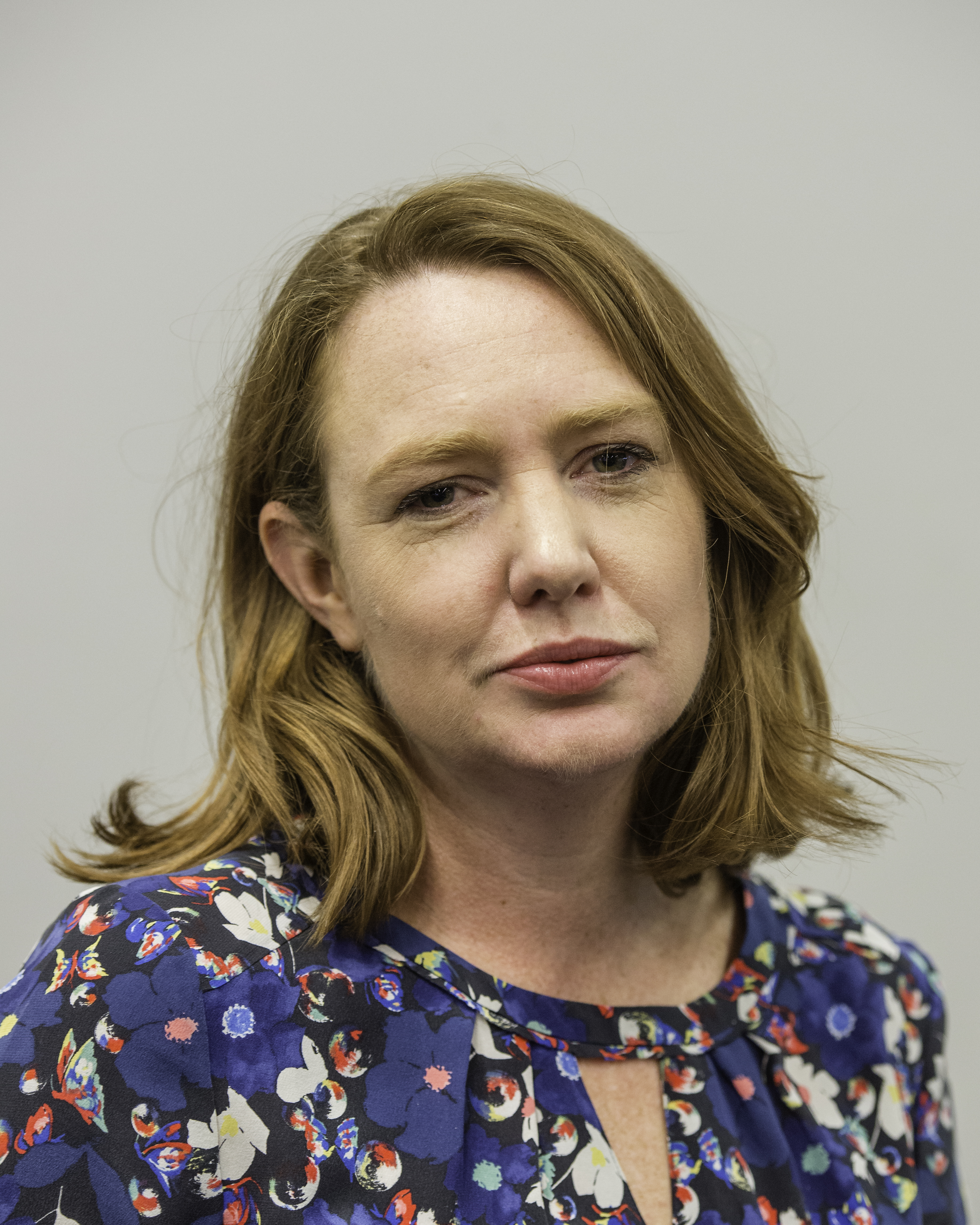
Paula Hawkins (2015)

Paula Hawkins (geboren 26. August 1972 in Salisbury, Britisch-Rhodesien) ist eine britische Schriftstellerin. Sie schreibt auch unter dem Pseudonym Amy Silver.

## Leben
Paula Hawkins ist eine Tochter eines Wirtschaftsexperten und wuchs in der britischen Oberschicht in Rhodesien, ab 1980 in Simbabwe, auf. Sie zog 1989 nach England. Sie studierte in Oxford am Keble College (B.A.). Sie arbeitete fünfzehn Jahre als Journalistin in London.
Ab 2009 veröffentlichte sie unter dem Pseudonym Amy Silver mehrere Romane, von denen drei auch ins Deutsche übersetzt wurden. Hawkins’ Thriller Girl on the train erwies sich 2015 als internationaler Bestseller, von dem mehr als 23 Millionen Exemplare verkauft wurden. Er wurde 2016 mit Emily Blunt  verfilmt. 2016 erschien mit Into the Water ein weiterer Roman unter ihrem Namen, gefolgt von A Slow Fire Burning (Wer das Feuer entfacht) im Jahr 2021. Im Jahr 2024 erschien dann The blue hour (Die blaue Stunde).

## Werke (Auswahl)
Amy Silver
- Confessions of a Reluctant Recessionista. Arrow, London 2009, ISBN 978-0-09-954355-8.
- All I Want for Christmas. Arrow, London 2010, ISBN 978-0-09-955322-9.
  - All I want for christmas. Roman. Übersetzung Alexandra Hinrichsen. Rowohlt, Reinbek bei Hamburg 2011, ISBN 978-3-499-25731-5.
- One Minute to Midnight. Arrow, London 2011, ISBN 978-0-09-956463-8.
  - Du und ich und all die Jahre. Roman. Übersetzung Alexandra Hinrichsen. Rowohlt, Reinbek bei Hamburg 2013, ISBN 978-3-499-25989-0.
- The Reunion. Arrow, London 2013, ISBN 978-0-09-957449-1.
  - Was bleibt, wenn du gehst. Roman. Übersetzung Alexandra Hinrichsen. Rowohlt, Reinbek bei Hamburg 2014, ISBN 978-3-499-26852-6.

Paula Hawkins
- The Girl on the Train. 2015
  - Girl on the train. Du kennst sie nicht, aber sie kennt dich. Roman. Übersetzung Christoph Göhler. Blanvalet, München 2015, ISBN 978-3-7645-0522-6.
- Into the Water. 2016
  - Into the Water. Traue keinem. Auch nicht dir selbst. Roman. Übersetzung Christoph Göhler. Blanvalet, München 2017, ISBN 978-3-7645-0523-3.
- A Slow Fire Burning. 2021
  - Wer das Feuer entfacht. Keine Tat ist je vergessen. Roman. Übersetzung Christoph Göhler. Blanvalet, München 2021, ISBN 978-3-7645-0782-4
- The Blue Hour. 2024
  - Die blaue Stunde. Roman. Übersetzung Birgit Schmitz. dtv, München 2025, ISBN 978-3-423-28454-7.